# Fluchtgeschwindigkeit (Raumfahrt)
Beim Erreichen der Flucht- oder Entweichgeschwindigkeit ist die kinetische Energie eines Probekörpers gerade ausreichend, um dem Gravitationspotential eines Himmelskörpers ohne weiteren Antrieb – ballistisch – zu entkommen. Tabellierte Werte beziehen sich meist auf die Oberfläche von Himmelskörpern als Ausgangspunkt. Nicht berücksichtigt werden gegebenenfalls die Luftreibung sowie der Geschwindigkeitsbeitrag durch die Rotation des Himmelskörpers und Beiträge anderer Körper zum Gravitationspotential; sie sind in der Praxis natürlich zu beachten. Vereinfacht hängt die Fluchtgeschwindigkeit bei einem als kugelsymmetrisch angenommenen Himmelskörper nach dem Schalentheorem lediglich von dessen Masse und Radius ab.
Die Fluchtgeschwindigkeit von der Erde heißt auch zweite kosmische Geschwindigkeit – die erste ist die Kreisbahngeschwindigkeit eines Orbitalflugs im niedrigen Orbit um die Erde. Der Begriff der kosmischen Geschwindigkeit mit der Bedeutung sehr großer Geschwindigkeit entstand in der Mitte des 19. Jahrhunderts im Zusammenhang mit Meteoren. Zur Zeit des Wettlaufs zum Mond wurden die kosmischen Geschwindigkeiten gelegentlich auch astronautische genannt.

## Kreisbahngeschwindigkeit

Bei horizontalem Abschuss fällt ein Körper auf die Erdoberfläche zurück, wenn die Fluchtgeschwindigkeit nicht erreicht wird (A bzw. B).
Mit der 1. kosmischen Geschwindigkeit beschreibt der Körper eine Kreisbahn um die Erde und wird ein Satellit (C), mit etwas höherer Geschwindigkeit wird eine ellipsenförmige Umlaufbahn erreicht (D).
Mit der 2. kosmischen Geschwindigkeit des Raumflugkörpers öffnet sich die Bahn zu einer Keplerparabel (E).

Wenn sich ein Körper mit der Geschwindigkeit {\displaystyle v} auf einer Kreisbahn mit Radius {\displaystyle r} um das Zentrum der Erde (oder eines anderen Himmelskörpers) bewegt, beträgt seine Zentripetalbeschleunigung {\displaystyle {\frac {v^{2}}{r}}}. Im freien Fall wird sie ausschließlich von der Gravitation des Planeten verursacht, also:
{\displaystyle {\frac {v^{2}}{r}}={\frac {GM}{r^{2}}}}
Dabei ist {\displaystyle G} die Gravitationskonstante und {\displaystyle M} die Masse des Planeten. Die Kreisbahngeschwindigkeit ergibt sich durch Umstellen der obigen Gleichung zu:
{\displaystyle v={\sqrt {\frac {GM}{r}}}}
Für die Erde ist {\displaystyle GM_{\oplus }=} 3,986·1014 m3/s2 und der mittlere Radius 6371 km. Damit ergibt sich die Kreisbahngeschwindigkeit als erste kosmische Geschwindigkeit zu {\displaystyle v_{1}} = 7,91 km/s. Dieser Wert hat keine praktische Bedeutung, da solche Geschwindigkeiten innerhalb der Erdatmosphäre nicht aufrechtzuerhalten sind. Der Flugkörper würde durch den Luftwiderstand stark abgebremst und durch die dabei entstehende Hitze zerstört.
In etwa 180 km Höhe, also etwa an der Grenze der Erdatmosphäre, beträgt die Kreisbahngeschwindigkeit etwa 7,8 km/s (28.080 km/h).
Bei einem Raketenstart spielt auch die lokale Rotationsgeschwindigkeit der Erde eine Rolle, da sie die durch die Rakete aufzubringende Geschwindigkeit reduzieren kann. Maximal ist dieser Effekt bei einem Start am Äquator in Richtung Osten. Unter dieser Bedingung liefert die Erdrotation einen Beitrag von etwa 0,46 km/s.

## Fluchtgeschwindigkeit
| Himmelskörper                           | {\displaystyle v_{2}} am Äquator in km/s |
| --------------------------------------- | ---------------------------------------- |
| Merkur                                  | 004,3                                    |
| Venus                                   | 010,4                                    |
| Erde                                    | 011,2                                    |
| Mond                                    | 002,3                                    |
| Mars                                    | 005,0                                    |
| Phobos                                  | 000,011                                  |
| Deimos                                  | 000,006                                  |
| Ceres                                   | 000,5                                    |
| Jupiter                                 | 060,2                                    |
| Saturn                                  | 036,1                                    |
| Uranus                                  | 021,4                                    |
| Neptun                                  | 023,6                                    |
| Pluto                                   | 001,2                                    |
| Sonne                                   | 617,4                                    |
| Sonne im Erdabstand                     | 042,1                                    |
| Ereignishorizont eines Schwarzen Loches | Licht- geschwindigkeit                   |

Die Fluchtgeschwindigkeit ist die Mindestgeschwindigkeit für eine offene, nicht zurückkehrende Bahn. Die kinetische Energie eines Probekörpers ist dann gleich seiner Bindungsenergie im Gravitationsfeld, also:
{\displaystyle {\frac {1}{2}}mv_{2}^{2}={\frac {GM_{\oplus }m}{r}}}
Umstellen nach {\displaystyle v_{2}} ergibt:
{\displaystyle v_{2}={\sqrt {\frac {2GM}{r}}}}
Die Fluchtgeschwindigkeit ist also um den Faktor {\displaystyle {\sqrt {2}}} größer als die erste kosmische Geschwindigkeit.
Für Himmelskörper mit konstanter mittlerer Dichte {\displaystyle \rho } und Radius {\displaystyle r} skaliert {\displaystyle M} mit {\displaystyle r^{3}}, {\displaystyle v_{2}} also linear mit {\displaystyle r}. Nebenstehende Tabelle enthält Beispiele.
Alternative Berechnung der Fluchtgeschwindigkeit aus der Oberflächengravitationsbeschleunigung g und dem Radius des Objektes {\displaystyle r} ohne Berücksichtigung der Rotationsgeschwindigkeit des Objektes: {\displaystyle v_{2}={\sqrt {2gr\,}}}
In dem Wert 11,2 km/s für die Erde, der zweiten kosmischen Geschwindigkeit, ist wieder die Rotationsgeschwindigkeit der Erde nicht berücksichtigt. Auch muss für Flugbahnen zum Mond die Fluchtgeschwindigkeit nicht vollständig erreicht werden, denn der Lagrange-Punkt L1 (zwischen Erde und Mond) liegt nicht bei {\displaystyle r=\infty }.
Umgekehrt kann man aus der Geschwindigkeit, die ein Körper (ohne nennenswerten eigenen Antrieb) beim Erreichen der Erde besitzt, auch schließen, in welcher Entfernung der Körper begonnen hat, in Richtung Erde zu beschleunigen (wobei man allerdings die Geschwindigkeit der Erde auf ihrer Umlaufbahn um die Sonne berücksichtigen muss): Bei den Apollo-Missionen betrug die Geschwindigkeit beim Wiedereintritt 10,8 km/s. Im Falle der Apollo-Mission wäre ein Wert höher (oder gleich) als 11,2 km/s nicht möglich, da die Raumkapsel sonst aus einer viel größeren Entfernung hätte „Anlauf“ nehmen müssen (nämlich {\displaystyle r=\infty }). Ähnlich kann man die „Herkunft“ von Kometen oder Meteoriten eingrenzen: Die Fluchtgeschwindigkeit (von der Sonne) auf der Erdbahn beträgt etwa 42 km/s. Mit dieser Geschwindigkeit kreuzen Kometen vom Rand des Sonnensystems die Erdbahn. Eine höhere Geschwindigkeit deutet auf einen interstellaren Ursprung hin.

### Geometrische Bedeutung
Wenn ein Flugkörper, der sich auf einer Kreisbahn um einen Planeten befindet, einen Geschwindigkeitsschub in Flugrichtung erhält, so verformt sich seine Flugbahn zu einer Ellipse. Wird die Geschwindigkeit weiter erhöht, steigt die Exzentrizität der Ellipse an. Das geht so lange, bis der ferne Brennpunkt der Ellipse unendlich weit weg ist. Ab dieser Geschwindigkeit ist der Körper nicht mehr auf einer geschlossenen Bahn, sondern die Ellipse öffnet sich zu einer Parabelbahn. Dies geschieht genau dann, wenn der Flugkörper die zweite kosmische Geschwindigkeit erreicht.
Während sich der Körper von dem Planeten entfernt, wird er von dessen Gravitation weiterhin abgebremst, sodass er erst in unendlicher Entfernung zum Stillstand kommt. Wird hingegen die zweite kosmische Geschwindigkeit überschritten, so nimmt die Flugbahn die Form eines Hyperbel-Asts an – in diesem Fall bleibt im Unendlichen eine Geschwindigkeit übrig, die als hyperbolische Exzessgeschwindigkeit oder hyperbolische Überschussgeschwindigkeit bezeichnet wird und die Energie der Hyperbelbahn charakterisiert. Sie berechnet sich aus der Summe der Energien, also der Quadrate der Geschwindigkeiten, analog zur Berechnung im Folgeabschnitt. Ebenfalls üblich ist die Angabe des Quadrates der Geschwindigkeit (also Energie pro Masse), häufig mit dem Formelzeichen c3.

### Fluchtgeschwindigkeit von einem Schwarzen Loch
In der allgemeinen Relativitätstheorie berechnet sich die radiale Fluchtgeschwindigkeit wie nach Newton, ist aber richtungsabhängig. Zudem ist die Kreisbahngeschwindigkeit höher als nach Newton, um den Faktor {\displaystyle \textstyle {1/{\sqrt {1-{\frac {r_{s}}{r}}}}}}, mit {\displaystyle r_{s}=2GM/c^{2}}. Erst mit steigendem Abstand vom Schwerpunkt konvergiert das Verhältnis von Flucht- und Kreisbahngeschwindigkeit gegen {\displaystyle {\sqrt {2}}}. Das hat seinen Grund darin, dass im Gravitationsfeld der Raum nicht euklidisch ist und der Umfang eines Kreises weniger als {\displaystyle 2\pi r} beträgt. Während die Fluchtgeschwindigkeit erst am Ereignishorizont des schwarzen Loches, bei {\displaystyle r=r_{s}}, die Lichtgeschwindigkeit {\displaystyle c} erreicht, ist die Kreisbahngeschwindigkeit schon bei {\displaystyle r=1{,}5r_{s}} (an der sogenannten Photonensphäre) gleich {\displaystyle c} und bis {\displaystyle 2r_{s}} größer als die radiale Fluchtgeschwindigkeit.

### Fluchtgeschwindigkeiten von weiteren Objekten
Als dritte kosmische Geschwindigkeit {\displaystyle v_{3}} gilt die minimale Startgeschwindigkeit von der Erdoberfläche, mit der (bei Ausnutzen der Bahngeschwindigkeit der Erde um die Sonne, aber ohne Ausnutzen ihrer Eigenrotation und ohne Swing-by-Manöver an Planeten) das Sonnensystem verlassen werden kann. Der Flugkörper muss also das gemeinsame Gravitationsfeld von Erde und Sonne überwinden. Nach dem Start mit {\displaystyle v_{3}>v_{2}(\oplus )} = 11,2 km/s und Verlassen der Einflusssphäre der Erde hat der Körper noch die hyperbolische Exzessgeschwindigkeit {\displaystyle v_{\mathrm {ex} }}. Diese muss zusammen mit der Bahngeschwindigkeit {\displaystyle v_{\mathrm {Bahn} }} der Erde die Fluchtgeschwindigkeit {\displaystyle v_{2}(\odot )} aus dem Sonnensystem im Abstand {\displaystyle r_{\mathrm {Bahn} }} = 1 AE ergeben,
{\displaystyle v_{\mathrm {ex} }=v_{2}(\odot )-v_{\mathrm {Bahn} }=42{,}1\,\mathrm {km/s} -29{,}8\,\mathrm {km/s} =12{,}3\,\mathrm {km/s} }.
Die zum Erreichen dieser Geschwindigkeit nötige Startgeschwindigkeit {\displaystyle v_{3}} ergibt sich dann aus
{\displaystyle {\frac {1}{2}}mv_{\mathrm {ex} }^{2}={\frac {1}{2}}mv_{3}^{2}-{\frac {GM_{\oplus }m}{r_{\oplus }}}={\frac {1}{2}}mv_{3}^{2}-{\frac {1}{2}}mv_{2}(\oplus )^{2}}
bzw.
{\displaystyle v_{3}={\sqrt {v_{\mathrm {ex} }^{2}+v_{2}(\oplus )^{2}}}={\sqrt {(12{,}3\,\mathrm {km/s} )^{2}+(11{,}2\,\mathrm {km/s} )^{2}}}=16{,}6\,\mathrm {km/s} }.
Die Masse des Mondes und der anderen Planeten ist hier vernachlässigt worden; das Ergebnis würde sich kaum ändern.
Im Fall der Fluchtgeschwindigkeit aus der Milchstraße ist das Gravitationsfeld jedoch sehr deutlich kein Zentralfeld, und ein beträchtlicher Teil der Masse liegt außerhalb der Bahn der Sonne um das galaktische Zentrum. Eine numerische Berechnung, die auch ein Modell für die Verteilung der Dunklen Materie berücksichtigt, ergibt eine Fluchtgeschwindigkeit von {\displaystyle v_{\mathrm {esc} }=533_{-41}^{+54}\,{\text{km/s}}}. Das ist erwartungsgemäß weit mehr als das {\displaystyle {\sqrt {2}}}-fache der Bahngeschwindigkeit der Sonne von rund 220 km/s.